# Freedom (Pharrell Williams)
Freedom è un singolo del cantante statunitense Pharrell Williams, pubblicato il 30 giugno 2015.

## Tracce
1. Freedom – 2:43

## Classifiche

### Classifiche settimanali
| Classifica (2015) | Posizione massima |
| ----------------- | ----------------- |
| Australia         | 41                |
| Austria           | 62                |
| Belgio (Fiandre)  | 2                 |
| Belgio (Vallonia) | 2                 |
| Francia           | 13                |
| Germania          | 66                |
| Italia            | 13                |
| Paesi Bassi       | 27                |
| Regno Unito       | 36                |
| Repubblica Ceca   | 11                |
| Slovenia          | 33                |
| Svizzera          | 26                |

### Classifiche di fine anno
| Classifica (2015) | Posizione |
| ----------------- | --------- |
| Belgio (Fiandre)  | 30        |
| Belgio (Vallonia) | 59        |
| Francia           | 102       |